# 塞尔莱萨潘
塞尔莱萨潘（法語：Serre-les-Sapins，法語發音：[sɛʁ le sapɛ̃]）是法国杜省的一个市镇，位于该省西北部，属于贝桑松区。

## 地理
塞尔莱萨潘（47°14'32"N, 5°55'45"E）面积5.24 平方千米，位于法国勃艮第-弗朗什-孔泰大區杜省，该省份为法国东部内陆省份，北起上索恩省，西接汝拉省，东部及东南部与瑞士接壤，东北部与贝尔福地区省接壤。
与塞尔莱萨潘接壤的市镇（或旧市镇、城区）包括：普耶莱维涅、贝桑松、尚旺莱穆兰、弗拉努瓦、舍莫丹和沃。

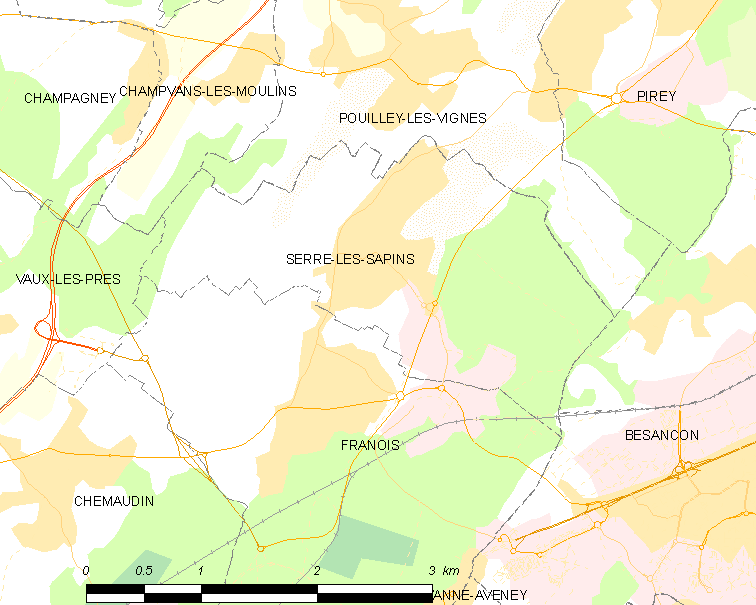
塞尔莱萨潘的OSM定位图

塞尔莱萨潘的时区为UTC+01:00、UTC+02:00（夏令时）。

## 行政
塞尔莱萨潘的邮政编码为25770，INSEE市镇编码为25542。

## 政治
塞尔莱萨潘所属的省级选区为贝桑松第二县。

## 人口

1962-2008年间塞尔莱萨潘人口变化图示

塞尔莱萨潘于2022年1月1日时的人口数量为1921人。